# Keleanohoanaʻapiʻapi
Keleanohoanaʻapiapi je bila havajska princeza otoka Mauija, po kojoj je nazvan jedan krater na Veneri.

## Životopis
Keleanohoanaʻapiapi je bila kći kralja Kahekilija I. Velikog i kraljice Haukanuimakamake te unuka kralja Kakaea i sestra Kawaokaohelea.
Ova princeza pomalo podsjeća na Helenu Trojansku jer je oteta.
Kralj otoka Oahua, Piliwale, imao je brata imenom Lo Lale, koji je bio neoženjen, pa se Piliwale zabrinuo. Keleanohoanaʻapiapi je oteta kako bi mu postala ženom. Keleanohoanaʻapiapi i Lo Lale imali su troje djece. Lo Lale je bio veoma sretan, ali ne i njegova žena. Odlučila ga je napustiti i vratiti se na rodni otok k svome bratu. Lo Lale i Keleanohoanaʻapiapi su se rastali i ona je otišla svojim putem.
Keleanohoanaʻapiapi se poslije udala za Kalamakuu, rođaka svoga bivšeg muža. Lo Lale joj je poslao voće i poruku mira, ali ga ona više nikada nije srela. Imala je kćer Laielohelohe s drugim mužem. Ta je Laielohelohe bila žena kralja Piʻilanija.